# Giro del Lussemburgo 1968
Il Giro del Lussemburgo 1968, trentaduesima edizione della corsa, si svolse dal 14 al 17 giugno su un percorso di 791 km ripartiti in 4 tappe (la prima e la quarta suddivise in due semitappe), con partenza e arrivo a Lussemburgo. Fu vinto dal lussemburghese Edy Schütz della Molteni davanti all'olandese Cees Haast e all'italiano Franco Bodrero.

## Tappe
| Tappa  | Data      | Percorso                                      | km    | Vincitore di tappa       | Leader cl. generale |
| ------ | --------- | --------------------------------------------- | ----- | ------------------------ | ------------------- |
| 1ª-1ª  | 14 giugno | Lussemburgo > Bettembourg                     | 155,5 | Michael Wright           |                     |
| 1ª-2ª  | 14 giugno | Bettembourg > Bettembourg (cron. a squadre)   | 34    | Pelforth-Sauvage-Lejeune |                     |
| 2ª     | 15 giugno | Bettembourg > Esch-sur-Alzette                | 216,2 | Franco Bodrero           |                     |
| 3ª     | 16 giugno | Esch-sur-Alzette > Diekirch                   | 231   | Cees Haast               |                     |
| 4ª-1ª  | 17 giugno | Diekirch > Lussemburgo                        | 132   | Mario Anni               |                     |
| 4ª-2ª  | 17 giugno | Lussemburgo > Lussemburgo (cron. individuale) | 22    | Edy Schütz               | Edy Schütz          |
| Totale | Totale    | Totale                                        | 791   |                          |                     |

## Dettagli delle tappe

### 1ª tappa - 1ª semitappa
- 14 giugno: Lussemburgo > Bettembourg – 155,5 km

| Pos. | Corridore      | Squadra   | Tempo    |
| ---- | -------------- | --------- | -------- |
| 1    | Michael Wright | Bic       | 3h55'23" |
| 2    | Rik Van Looy   | Willem II | s.t.     |
| 3    | Jan Harings    | Caballero | s.t.     |

| Pos. | Corridore | Squadra | Tempo |
| ---- | --------- | ------- | ----- |

### 1ª tappa - 2ª semitappa
- 14 giugno: Bettembourg > Bettembourg (cron. a squadre) – 34 km

| Pos. | Squadra                  | Tempo   |
| ---- | ------------------------ | ------- |
| 1    | Pelforth-Sauvage-Lejeune | 44'16"  |
| 2    | Caballero                | a 1'15" |
| 3    | Molteni                  | a 1'50" |

| Pos. | Corridore | Squadra | Tempo |
| ---- | --------- | ------- | ----- |

### 2ª tappa
- 15 giugno: Bettembourg > Esch-sur-Alzette – 216,2 km

| Pos. | Corridore      | Squadra  | Tempo   |
| ---- | -------------- | -------- | ------- |
| 1    | Franco Bodrero | Molteni  | 34'48"  |
| 2    | Marino Basso   | Molteni  | a 1'57" |
| 3    | Eric Leman     | Flandria | a 2'05" |

| Pos. | Corridore | Squadra | Tempo |
| ---- | --------- | ------- | ----- |

### 3ª tappa
- 16 giugno: Esch-sur-Alzette > Diekirch – 231 km

| Pos. | Corridore  | Squadra  | Tempo    |
| ---- | ---------- | -------- | -------- |
| 1    | Cees Haast | Bic      | 6h10'48" |
| 2    | Edy Schütz | Molteni  | s.t.     |
| 3    | José Samyn | Pelforth | a 6'14"  |

| Pos. | Corridore | Squadra | Tempo |
| ---- | --------- | ------- | ----- |

### 4ª tappa - 1ª semitappa
- 17 giugno: Diekirch > Lussemburgo – 132 km

| Pos. | Corridore      | Squadra  | Tempo    |
| ---- | -------------- | -------- | -------- |
| 1    | Mario Anni     | Molteni  | 3h24'32" |
| 2    | José Samyn     | Pelforth | s.t.     |
| 3    | Rolf Wolfshohl | Bic      | a 1"     |

| Pos. | Corridore | Squadra | Tempo |
| ---- | --------- | ------- | ----- |

### 4ª tappa - 2ª semitappa
- 17 giugno: Lussemburgo > Lussemburgo (cron. individuale) – 22 km

| Pos. | Corridore      | Squadra      | Tempo   |
| ---- | -------------- | ------------ | ------- |
| 1    | Edy Schütz     | Molteni      | 29'19"  |
| 2    | Roger Rosiers  | Mann-Grundig | a 1'04" |
| 3    | Franco Bodrero | Molteni      | a 1'10" |

| Pos. | Corridore      | Squadra | Tempo     |
| ---- | -------------- | ------- | --------- |
| 1    | Edy Schütz     | Molteni | 17h39'06" |
| 2    | Cees Haast     | Bic     | a 1'32"   |
| 3    | Franco Bodrero | Molteni | a 7'10"   |

## Classifiche finali

### Classifica generale
| Pos. | Corridore        | Squadra                  | Tempo     |
| ---- | ---------------- | ------------------------ | --------- |
| 1    | Edy Schütz       | Molteni                  | 17h39'06" |
| 2    | Cees Haast       | Bic                      | a 1'32"   |
| 3    | Franco Bodrero   | Molteni                  | a 7'10"   |
| 4    | José Samyn       | Pelforth-Sauvage-Lejeune | a 8'44"   |
| 5    | Roger Rosiers    | Mann-Grundig             | a 9'11"   |
| 6    | Willy Van Neste  | Bic                      | a 9'26"   |
| 7    | Ferdinand Bracke | Peugeot-BP-Michelin      | a 9'39"   |
| 8    | Michael Wright   | Bic                      | a 9'59"   |
| 9    | Roger Pingeon    | Peugeot-BP-Michelin      | a 10'01"  |
| 10   | Rolf Wolfshohl   | Bic                      | a 10'03"  |